# Paolo Rocco Gualtieri
Paolo Rocco Gualtieri (Supersano, 1º febbraio 1961) è un arcivescovo cattolico italiano e diplomatico della Santa Sede. Dal 2022 è nunzio apostolico in Perù.

## Biografia
Nasce il 1º febbraio 1961 a Supersano, in provincia di Lecce. 

### Formazione e ministero sacerdotale
Laureato in diritto canonico ed esperto di teologia dogmatica, è ordinato presbitero il 24 settembre 1988 per la diocesi di Ugento-Santa Maria di Leuca.
Entra nel servizio diplomatico della Santa Sede il 1 luglio 1996, prestando la propria opera presso le rappresentanze pontificie in Papua Nuova Guinea, nella Repubblica Dominicana e nella sezione per i rapporti con gli Stati della Segreteria di Stato della Santa Sede.

### Ministero episcopale
Il 13 aprile 2015 papa Francesco lo nomina arcivescovo titolare, titolo personale, di Sagona e nunzio apostolico in Madagascar. Il 30 maggio 2015 ha ricevuto l'ordinazione episcopale nella basilica di San Pietro in Vaticano, dal cardinale Pietro Parolin, segretario di Stato della Santa Sede, co-consacranti Paul Richard Gallagher, segretario per i rapporti con gli Stati e le organizzazioni internazionali, e Vito Angiuli, vescovo di Ugento-Santa Maria di Leuca.
Il 26 settembre successivo il papa lo nomina anche nunzio apostolico nelle Seychelles, il 24 ottobre a Mauritius e il 13 novembre delegato apostolico nelle Comore e alla Riunione.
Il 6 agosto 2022 lo stesso papa lo nomina nunzio apostolico in Perù.

## Genealogia episcopale e successione apostolica
La genealogia episcopale è:
- Cardinale Scipione Rebiba
- Cardinale Giulio Antonio Santori
- Cardinale Girolamo Bernerio
- Arcivescovo Galeazzo Sanvitale
- Cardinale Ludovico Ludovisi
- Cardinale Luigi Caetani
- Cardinale Ulderico Carpegna
- Cardinale Paluzzo Paluzzi Altieri degli Albertoni
- Papa Benedetto XIII
- Papa Benedetto XIV
- Papa Clemente XIII
- Cardinale Bernardino Giraud
- Cardinale Alessandro Mattei
- Cardinale Pietro Francesco Galleffi
- Cardinale Giacomo Filippo Fransoni
- Arcivescovo Antonio Saverio De Luca
- Arcivescovo Gregor Leonhard Andreas von Scherr
- Arcivescovo Friedrich von Schreiber
- Arcivescovo Franz Joseph von Stein
- Arcivescovo Joseph von Schork
- Vescovo Ferdinand von Schlör
- Arcivescovo Johann Jakob von Hauck
- Vescovo Ludwig Sebastian
- Cardinale Joseph Wendel
- Arcivescovo Josef Schneider
- Vescovo Josef Stangl
- Papa Benedetto XVI
- Cardinale Pietro Parolin
- Arcivescovo Paolo Rocco Gualtieri

La successione apostolica è:
- Vescovo César Augusto Huerta Ramírez (2024)